# Mănăstirea Cheile Turzii
Mănăstirea Cheile Turzii (numită și Noua Mănăstire a Petridului sau Mănăstirea Schimbarea la Față) este o mănăstire ortodoxă situată în apropierea satului Petreștii de Sus, județul Cluj. Aparține administrativ de comuna Petreștii de Jos.
Noua Mănăstire a Petridului (coordonate: 46.534534, 23.641448) a fost construită între anii 1998-2000, pe un teren viran pus la dispoziție de primărie. Este situată la 3,3 km sud-vest de Vechea Mănăstire a Petridului (greco-catolică; coordonate: 46.55706, 23.670173), distrusă după cel de al doilea război mondial.

## Istoricul Vechii Mănăstiri a Petridului
Istoricul Gheorghe Moldovan, originar din aceste locuri, în monografia sa „Muntele Petridului” datează începuturile construcției mănăstirii în prima jumătate a secolului XVI, mai precis cu 10-15 ani înainte de 1568.
În acest an, regele Ioan Sigismund al II-lea, Principele Transilvaniei, emite un act prin care mănăstirea era obligată să plătească anual o arendă de un taler de aur, un berbec gras și un stup de albine, Scaunului Arieșului.
În a doua jumătate a secolului al XVIII-lea, generalul Adolf von Buccow a cruțat această mănăstire ortodoxă de la distrugere doar cu condiția ca preoții și monahii ei să țină cursuri școlare pentru tinerii din cele trei sate de la poalele muntelui.
La scurt timp, mănăstirea a luat un avânt deosebit, devenind unul dintre cei mai importanți factori de apărare ai românismului pe aceste plaiuri.
Preoții ei țineau slujbe prin satele din jur, iar la Înălțare și Rusalii veneau la mănăstire în pelerinaj creștini din toată Transilvania.
În urma revoluției din 1848 mănăstirea a fost distrusă, fiind refăcută în 1933.
După cel de al doilea război mondial a fost distrusă din nou.
În anul 1997, preotul Vasile Șteopei din Turda a avut inițiativa construirii unei mănăstiri ortodoxe, pe un teren pus la dispoziție gratuit de primărie, la 3,3 km sud-vest de vechiul amplasament al mănăstirii greco-catolice.